# Anthology 2
Anthology 2 es un álbum recopilatorio que cotiene material indedito, tomas descartadas y versiones alternativas de canciones conocidas de la banda de rock The Beatles, publicado por EMI el 18 de marzo de 1996, como parte de la serie The Beatles Anthology.

## Contenido
El álbum incluye rarezas, temas en directo y tomas alternativas registradas durante las sesiones de grabación de Help! hasta poco antes del viaje del grupo a la India en febrero de 1968.
El álbum incluye «Real Love», segundo nuevo trabajo del grupo sobre una demo grabada por John Lennon y dada a Paul McCartney por la viuda de aquel, Yoko Ono, para que el resto de la banda la terminase de grabar. A diferencia de «Free as a Bird», inédita hasta 1995 con la excepción de entre determinados círculos de coleccionistas, «Real Love» había aparecido previamente en el documental Imagine: John Lennon y en su correspondiente banda sonora.

## Recepción
Al igual que su predecesor, Anthology 2 alcanzó un gran éxito comercial: en los Estados Unidos, el álbum debutó en el puesto n.º 1, vendiendo 442.000 copias durante su primera semana. La siguiente semana, el álbum descendería hasta el puesto n.º 2 en beneficio de Jagged Little Pill, de Alanis Morissette. Anthology 2 permanecería dos semanas más entre los diez primeros puestos, en el n.º 4 y después en el n.º 8, estando 22 semanas consecutivas en el Billboard 200. Durante el periodo navideño de 1996, el álbum volvería a entrar en el puesto n.º 96 de la lista. En total, Anthology 2 permanecería 37 semanas en lista, ocho más que Anthology 1, vendiendo 1.707.000 copias y siendo certificado con el doble disco de platino por la RIAA.
En el Reino Unido, el éxito fue similar: Anthology 2, a diferencia de su antecesor, conseguiría alzarse hasta la primera posición de la lista, donde se mantendría durante una semana. El álbum pasaría un total de 13 semanas en lista.

## Lista de canciones
Todas las canciones escritas y compuestas por John Lennon—Paul McCartney, excepto donde esta anotado.
| Disco 1 |                                                                               |                                              |          |  |
| N.º     | Título                                                                        | Vocalista principal                          | Duración |  |
| 1.      | «Real Love» (John Lennon)                                                     | Lennon; con reforzamiento vocal de McCartney | 3:54     |  |
| 2.      | «Yes It Is»                                                                   | Lennon                                       | 1:50     |  |
| 3.      | «I'm Down»                                                                    | McCartney                                    | 2:53     |  |
| 4.      | «You've Got to Hide Your Love Away»                                           | Lennon                                       | 2:45     |  |
| 5.      | «If You've Got Trouble»                                                       | Starr                                        | 2:48     |  |
| 6.      | «That Means a Lot»                                                            | McCartney                                    | 2:27     |  |
| 7.      | «Yesterday»                                                                   | McCartney                                    | 2:34     |  |
| 8.      | «It's Only Love»                                                              | Lennon                                       | 1:59     |  |
| 9.      | «I Feel Fine»                                                                 | Lennon                                       | 2:16     |  |
| 10.     | «Ticket to Ride»                                                              | Lennon                                       | 2:45     |  |
| 11.     | «Yesterday»                                                                   | McCartney                                    | 2:43     |  |
| 12.     | «Help!»                                                                       | Lennon                                       | 2:55     |  |
| 13.     | «Everybody's Trying to Be My Baby» (Carl Perkins)                             | Harrison                                     | 2:45     |  |
| 14.     | «Norwegian Wood (This Bird Has Flown)»                                        | Lennon                                       | 1:59     |  |
| 15.     | «I'm Looking Through You»                                                     | McCartney                                    | 2:54     |  |
| 16.     | «12-Bar Original» (John Lennon, Paul McCartney, George Harrison, Ringo Starr) | (Instrumental)                               | 2:55     |  |
| 17.     | «Tomorrow Never Knows»                                                        | Lennon                                       | 3:14     |  |
| 18.     | «Got to Get You into My Life»                                                 | McCartney                                    | 2:54     |  |
| 19.     | «And Your Bird Can Sing»                                                      | Lennon                                       | 2:13     |  |
| 20.     | «Taxman» (George Harrison)                                                    | Harrison                                     | 2:32     |  |
| 21.     | «Eleanor Rigby (Strings Only)»                                                | (Instrumental)                               | 2:06     |  |
| 22.     | «I'm Only Sleeping (Rehearsal)»                                               | (Instrumental)                               | 0:41     |  |
| 23.     | «I'm Only Sleeping (Take 1)»                                                  | Lennon                                       | 2:59     |  |
| 24.     | «Rock and Roll Music» (Chuck Berry)                                           | Lennon                                       | 1:39     |  |
| 25.     | «She's a Woman»                                                               | McCartney                                    | 2:55     |  |
| 63:35   |                                                                               |                                              |          |  |

| Disco 2 |                                                           |                     |          |  |
| N.º     | Título                                                    | Vocalista principal | Duración |  |
| 1.      | «Strawberry Fields Forever (Demo Sequence)»               | Lennon              | 1:42     |  |
| 2.      | «Strawberry Fields Forever (Take 1)»                      | Lennon              | 2:35     |  |
| 3.      | «Strawberry Fields Forever (Take 7 & Edit Piece)»         | Lennon              | 4:14     |  |
| 4.      | «Penny Lane»                                              | McCartney           | 3:13     |  |
| 5.      | «A Day in the Life»                                       | Lennon y McCartney  | 5:05     |  |
| 6.      | «Good Morning Good Morning»                               | Lennon              | 2:40     |  |
| 7.      | «Only a Northern Song» (George Harrison)                  | Harrison            | 2:44     |  |
| 8.      | «Being for the Benefit of Mr Kite! (Takes 1 and 2)»       | Lennon              | 1:05     |  |
| 9.      | «Being for the Benefit of Mr Kite! (Take 7)»              | Lennon              | 2:34     |  |
| 10.     | «Lucy in the Sky with Diamonds»                           | Lennon              | 3:06     |  |
| 11.     | «Within You Without You (Instrumental)» (George Harrison) | (Instrumental)      | 5:27     |  |
| 12.     | «Sgt. Pepper's Lonely Hearts Club Band (Reprise)»         | McCartney           | 1:27     |  |
| 13.     | «You Know My Name (Look Up the Number)»                   | Lennon y McCartney  | 5:43     |  |
| 14.     | «I Am the Walrus»                                         | Lennon              | 4:02     |  |
| 15.     | «The Fool on the Hill (Demo)»                             | McCartney           | 2:48     |  |
| 16.     | «Your Mother Should Know»                                 | McCartney           | 3:02     |  |
| 17.     | «The Fool on the Hill (Take 4)»                           | McCartney           | 3:45     |  |
| 18.     | «Hello, Goodbye»                                          | McCartney           | 3:18     |  |
| 19.     | «Lady Madonna»                                            | McCartney           | 2:22     |  |
| 20.     | «Across the Universe»                                     | Lennon              | 3:29     |  |
| 64:21   |                                                           |                     |          |  |

## Contexto de las canciones
| Título                                                                                           | Anotación |
| ------------------------------------------------------------------------------------------------ | --- |
| «Real Love»                                                                                      | Demo grabada por John Lennon en Nueva York cerca de 1979, y completada por McCartney, Harrison y Starr en los Mill Studios de Sussex, Inglaterra, en febrero de 1995 |
| «Yes It Is»                                                                                      | Toma 2 completada con una sección (en forma editada y nuevamente remezclada) del máster (toma 14). Grabada el 16 de febrero de 1965 en los EMI Studios de Londres |
| «I'm Down»                                                                                       | Toma 1. Grabada en vivo el 14 de junio de 1965 en los EMI Studios de Londres. Al final de la misma, se puede escuchar el comentario de Paul McCartney «Plastic soul man, plastic soul», frase que, ligeramente alterada, daría pie al título del sexto álbum de The Beatles |
| «You've Got to Hide Your Love Away»* «If You've Got Trouble»                                     | Tomas 1, 2 y 5 de «You've Got to Hide Your Love Away», y toma 1 de «If You've Got Trouble». Grabadas el 18 de febrero de 1965 en los EMI Studios de Londres. La toma 1 de «You've Got to Hide Your Love Away» es usada como homenaje a Brian Epstein en el documental de Anthology. |
| «That Means a Lot»                                                                               | Toma 1. Grabada el 20 de febrero de 1965 en los EMI Studios de Londres. Se le fue dada al cantante P.J. Proby, quien la editó el 17 de septiembre de 1965, alcanzando con ella el puesto n.º 24 en la lista musical del New Musical Express |
| «Yesterday»                                                                                      | Toma 1, sin el cuarteto de cuerda. Grabada el 14 de junio de 1965 en los EMI Studios de Londres |
| «It's Only Love»*                                                                                | Tomas 2 y 3. Grabada el 15 de junio de 1965 en los EMI Studios de Londres |
| «I Feel Fine»* «Ticket to Ride»* «Yesterday»* «Help!»*                                           | Interpretadas en directo desde el ABC Theatre de Blackpool, Inglaterra, el 1 de agosto de 1965 para el programa de televisión Blackpool Night Out |
| «Everybody's Trying to Be My Baby»*                                                              | Interpretada en vivo en el Shea Stadium de Nueva York el 15 de agosto de 1965. El concierto daría lugar a una película en color para televisión, The Beatles at Shea Stadium, estrenada en la BBC el 1 de marzo de 1966, aunque la canción no estaba incluida en ella |
| «Norwegian Wood (This Bird Has Flown)»                                                           | Toma 1. Grabada el 12 de octubre de 1965 en los EMI Studios de Londres |
| «I'm Looking Through You»                                                                        | Toma 1. Grabada el 24 de octubre de 1965 en los EMI Studios de Londres |
| «12-Bar Original»                                                                                | Toma 2 editada. Grabada el 4 de noviembre de 1965 en los EMI Studios de Londres |
| «Tomorrow Never Knows»                                                                           | Toma 1. Grabada el 6 de abril de 1966 en los EMI Studios de Londres |
| «Got to Get You into My Life»*                                                                   | Toma 5. Grabada el 7 de abril de 1966 en los EMI Studios de Londres |
| «And Your Bird Can Sing»                                                                         | Toma 2. Grabada el 20 de abril de 1966 en los EMI Studios de Londres |
| «Taxman»                                                                                         | Toma 11. Grabada el 21 de abril de 1966 en los EMI Studios de Londres |
| «Eleanor Rigby» (strings only)                                                                   | Toma 14 con la sola interpretación del doble cuarteto de cuerda (a la que después se le añadirían la voz solista y el acompañamiento vocal para crear la toma 15 definitiva), remezclada de nuevo en 1995. Grabada el 28 de abril de 1966 en los EMI Studios de Londres |
| «I'm Only Sleeping» (rehearsal)* «I'm Only Sleeping» (Take 1)*                                   | Ensayo y toma 1 de la canción. Grabada el 29 de abril de 1966 en los EMI Studios de Londres |
| «Rock and Roll Music»* «She's a Woman»*                                                          | Interpretadas en vivo en el Nippon Budokan de Tokio (Japón) el 30 de junio de 1966 |
| Título                                                                                           | Anotación |
| «Strawberry Fields Forever» (demo sequence)*                                                     | Demo grabada por John Lennon en su casa de 'Kenwood', en la ciudad de Weybridge (condado de Surrey) a mediados de noviembre de 1966 |
| «Strawberry Fields Forever» (Take 1)                                                             | Toma 1. Grabada el 24 de noviembre de 1966 en los EMI Studios de Londres |
| «Strawberry Fields Forever» (Take 7 and edit piece)*                                             | Grabaciones registradas el 29 de noviembre y el 9 de diciembre de 1966 en los EMI Studios de Londres. Aquí se presenta la toma 7 (por primera vez con una duración de más de un minuto en la que se incluye un verso extra de 23 segundos que se había eliminado previamente), y la conclusión del máster original (que abarcaba la toma 26) en la cual se incluían sobregrabadas diversas piezas editadas, y que constaban de los platillos tocados al revés, la «pista de la batería salvaje» tocada por Ringo, y las vocalizaciones improvisadas de Lennon. Para Anthology 2, esta pieza editada se presenta por primera vez en una sección mucho más larga, en cuyo final se le puede oír a Lennon musitar dos veces las palabras «cranberry sauce» |
| «Penny Lane»                                                                                     | Combinación alternativa de las diferentes tomas y sonidos del cual se compuso el máster original de la canción, separadas aquí —en algunos casos, instrumento por instrumento— y remezcladas de nuevo desde un equipo de 24 pistas en 1995. Grabaciones hechas los días 29 y 30 de diciembre de 1966, y los días 4, 5, 6, 9, 10, 12 y 17 de enero de 1967 en los EMI Studios de Londres |
| «A Day in the Life»                                                                              | Ensamblada expresamente para Anthology 2, la mezcla reúne tomas inéditas de la canción: Toma 1 (el diálogo inicial, el sonido del reloj, y el intro —John farfullando «sugar plum fairy, sugar plum fairy»—), grabada el 19 de enero de 1967 en los EMI Studios de Londres; toma 2 (guitarra y voz de Lennon, varios instrumentos de percusión, piano tocado por McCartney, y el conteo con eco de Mal Evans en el primero de los largos espacios rellenados posteriormente por la orquesta), grabada en la misma sesión que la anterior; la voz conductora de Paul sobregrabada en la toma 6, registrada el 20 de enero de 1967 en los EMI Studios de Londres; y otra vez la toma 2, la cual se introduce en una nueva mezcla hecha a los crescendos orquestales grabados el 10 de febrero de 1967 en los EMI Studios londinenses. En vez del famoso acorde de piano final, la pista acaba con McCartney hablando sobre el sobregrabado orquestal, extracto corto proveniente de una de las cuatro cintas con sonido ambiente que habían sido grabadas en la misma sesión en que lo había sido también la orquesta |
| «Good Morning Good Morning»                                                                      | Toma 8, grabada el 8 de febrero de 1967 en los EMI Studios de Londres, y sobre la cual se grabó la voz de Lennon el 16 de febrero de 1967 |
| «Only a Northern Song»                                                                           | Mezcla presentada en estéreo y ligeramente acelerada respecto a la original, basada en la toma 3 —la pista base grabada el 13 de febrero de 1967, y sobregrabada el 20 de abril de 1967— y la toma 12 —con una grabación vocal de Harrison diferente a la definitiva de la toma 11— grabada el 14 de febrero de 1967 en los EMI Studios de Londres |
| «Being for the Benefit of Mr Kite!» (Takes 1 and 2) «Being for the Benefit of Mr Kite!» (Take 7) | Tomas 1, 2 y 7 grabadas el 17 de febrero de 1967 en los EMI Studios de Londres. A la toma 7 se le añadirían efectos de cinta el 20 de febrero de 1967 |
| «Lucy in the Sky with Diamonds»                                                                  | Combinación alternativa de alguna de las diferentes tomas y sonidos del cual se compuso el máster original de la canción, separadas y remezcladas de nuevo para Anthology 2. Las tomas involucradas fueron la 6 y la 7 (grabadas el 1 de marzo de 1967), y la 8 (grabada el 2 de marzo de 1967 en los EMI Studios de Londres) |
| «Within You Without You» (instrumental)                                                          | Versión remezclada de la parte instrumental de la canción, grabada el 15, 16 y 22 de marzo, y el 3 de abril de 1967 en los EMI Studios de Londres |
| «Sgt. Pepper's Lonely Hearts Club Band (Reprise)»*                                               | Toma 5 con la voz conductora de McCartney. Grabada el 1 de abril de 1967 en los EMI Studios de Londres |
| «You Know My Name (Look Up the Number)»                                                          | Presentada en estéreo con una duración más extendida, incluidas secciones «cortadas» por John y restauradas de nuevo para esta ocasión. Grabada el 17 de mayo y el 7 y 8 de junio de 1967, y el 30 de abril de 1969 en los EMI Studios de Londres |
| «I Am the Walrus»                                                                                | Toma 16, la pista base a la que se añadirían posteriormente todos los extras de la canción. Grabada el 5 de septiembre de 1967 en los EMI Studios de Londres |
| «The Fool on the Hill» (demo)*                                                                   | Demo grabada al piano por Paul McCartney en los EMI Studios de Londres el 7 de septiembre de 1967 |
| «Your Mother Should Know»                                                                        | Toma 27. Grabada el 16 de septiembre de 1967 en los EMI Studios de Londres |
| «The Fool on the Hill» (Take 4)                                                                  | Toma 4. Grabada el 25 de septiembre de 1967 en los EMI Studios de Londres |
| «Hello, Goodbye»                                                                                 | Toma 16 (grabada el 19 de octubre), proveniente de la toma 14, grabada el 2 de octubre de 1967 en los EMI Studios de Londres |
| «Lady Madonna»                                                                                   | Remezcla de algunas de las diferentes tomas y sonidos del cual se compuso el máster original de la canción, abarcando la toma 3 (la pista base del piano y la batería, con multitud de sobregrabaciones, registrada el 3 de febrero de 1968) y la toma 4, proveniente de la toma anterior (y asimismo con sobregrabaciones, particularmente saxos, registrada el 6 de febrero de 1968 en los EMI Studios de Londres) |
| «Across the Universe»                                                                            | Toma 2, grabada el 3 de febrero de 1968 en los EMI Studios de Londres |
| * = grabación presentada con sonido monoaural                                                    | |

## Posición en las listas
| Año  | País           | Lista         | Posición |
| ---- | -------------- | ------------- | -------- |
| 1996 | Reino Unido    | Music Week    | 1        |
| 1996 | Estados Unidos | Billboard 200 | 1        |